# Jerzy Dudek
Jerzy Henryk Dudek (Rybnik, 23 de março de 1973) é um ex-futebolista polaco que atuava como goleiro.

## Carreira
Dudek iniciou sua carreira no Concordia Knurów da Polônia, na temporada 1991–92, depois foi para o Sokół Tychy, transferindo-se para o Feyenoord da Holanda em 1996. No Feyenoord foi escolhido como o melhor goleiro nas temporadas 1998–99 e 1999–00.

### Liverpool
Com o sucesso conquistado na Holanda, seguiu rumo à Inglaterra, ingressando no Liverpool em 2001. Atuou durante várias temporadas pelo clube durante os anos de 2001 até 2007. Até os dias atuais é ídolo do Liverpool e de todos os torcedores que acompanham os "reds" em todo mundo.
Seu grande momento foi no ano de 2005, na final da Liga dos Campeões da Europa, quando seu time foi buscar um resultado adverso de 3x0 no segundo tempo, levando o jogo para a prorrogação. Na prorrogação Dudek fez uma defesa milagrosa após a finalização do ucraniano Andriy Shevchenko, que atuava pelo Milan. Após isso, sua glória foi concretizada na disputa de pênaltis onde Dudek com seu estilo próprio, entre danças e malabarismo, fez com que os jogadores do Milan errassem 3 pênaltis, dando assim o título para o Liverpool. Lesionou-se durante o campeonato inglês de 2005, dando lugar ao espanhol Pepe Reina, que ao brilhar como titular no Liverpool continuou como goleiro principal mesmo após a recuperação de Dudek, e assim o polonês esteve no mundial como segundo goleiro, e o Liverpool foi vice-campeão ao perder na final para o São Paulo. Muitos não concordaram com a perda da titularidade de Jerzy. O time inglês classificou-se para o mundial 2005 graças a ele, por isso muitos desconfiaram que teve algum conflito com o treinador da equipe, mas claro, todos sabiam que o Liverpool estava com dois goleiros de alto nível, por isso não foi incomum um deles ficarem no banco sendo que na posição de goleiro só fica um.

### Real Madrid
No ano de 2007 foi contratado pelo Real Madrid da Espanha para ser reserva de Iker Casillas. Apesar de ser reserva na maioria das ocasiões, foi um goleiro de confiança e respeitado pelo elenco do Real Madrid.
Encerrou sua carreira em 21 de maio de 2011, aos 38 anos, na vitória por 8 x 1 do Real Madrid sobre o Almería.
No ano de 2013, já com 40 anos, sem jogar a nível profissional desde Maio de 2011, quando terminou o contrato com o Real Madrid, foi convidado pela Federação Polonesa de Futebol a voltar a competir pela sua seleção para completar 60 convocações, assim entrando no quadro de honra da seleção polonesa. O jogo foi um amistoso contra o Liechetenstein, que terminou 2 a 0 para a Polônia.

## Títulos
Feyenoord
- Eredivisie: 1998–99
- Supercopa dos Países Baixos: 1999

Liverpool
- Copa da Liga Inglesa: 2002–03
- Liga dos Campeões da UEFA: 2004–05
- Copa da Inglaterra: 2005–06
- Supercopa da Inglaterra: 2006

Real Madrid
- La Liga: 2007–08
- Supercopa da Espanha: 2008
- Copa do Rei: 2010–11

### Prêmios individuais
- Goleiro Holandês do Ano: 1998–99 e 1999–00
- Chuteira de Ouro Holandesa: 2000
- Troféu Alan Hardaker: 2003